# Gerres mozambiquensis
Gerres mozambiquensis és una espècie de peix pertanyent a la família dels gerrèids.

## Hàbitat
És un peix d'aigua dolça, de clima tropical i pelàgic.

## Distribució geogràfica
Es troba a Moçambic.

## Observacions
És inofensiu per als humans.